# Castell de l'Aïnsa
El castell de l'Aïnsa està situat a l'extrem oest de la plaça major de la vila d'Aïnsa, localitat pirinenca aragonesa situada a la comarca de Sobrarb, a la confluència dels rius Ara i Cinca.
És considerat com a BIC (Bé d'Interès Cultural), va ser declarat Monument historicoartístic pertanyent al Tresor Artístic Nacional mitjançant decret de 3 de juny de 1931. Actualment el seu recinte és utilitzat per albergar els concerts del conegut Festival del castell d'Aínsa i les diverses fires de la localitat.

## Història
El castell és resultat de dues fases constructives ben diferenciades. La primera data del segle XI, època en què es reorganitza la frontera meridional de Sobrarb, fortificant-se nombrosos punts enfront dels territoris de dominació musulmana. Destaca igualment la reforma i ampliació del XVII, en el que va ser la fortificació de la frontera davant de les possibles invasions de l'altra banda dels Pirineus, encarregada a l'enginyer Tiburcio Spanochi. A aquesta època pertanyen les torres i el mur nord habilitat per a l'ús d'artilleria. A partir del segle XVIII el castell va caure en desús i es va tornar a utilitzar com a fort militar en els diferents successos bèl·lics del XIX.